# Nikkyō Niwano

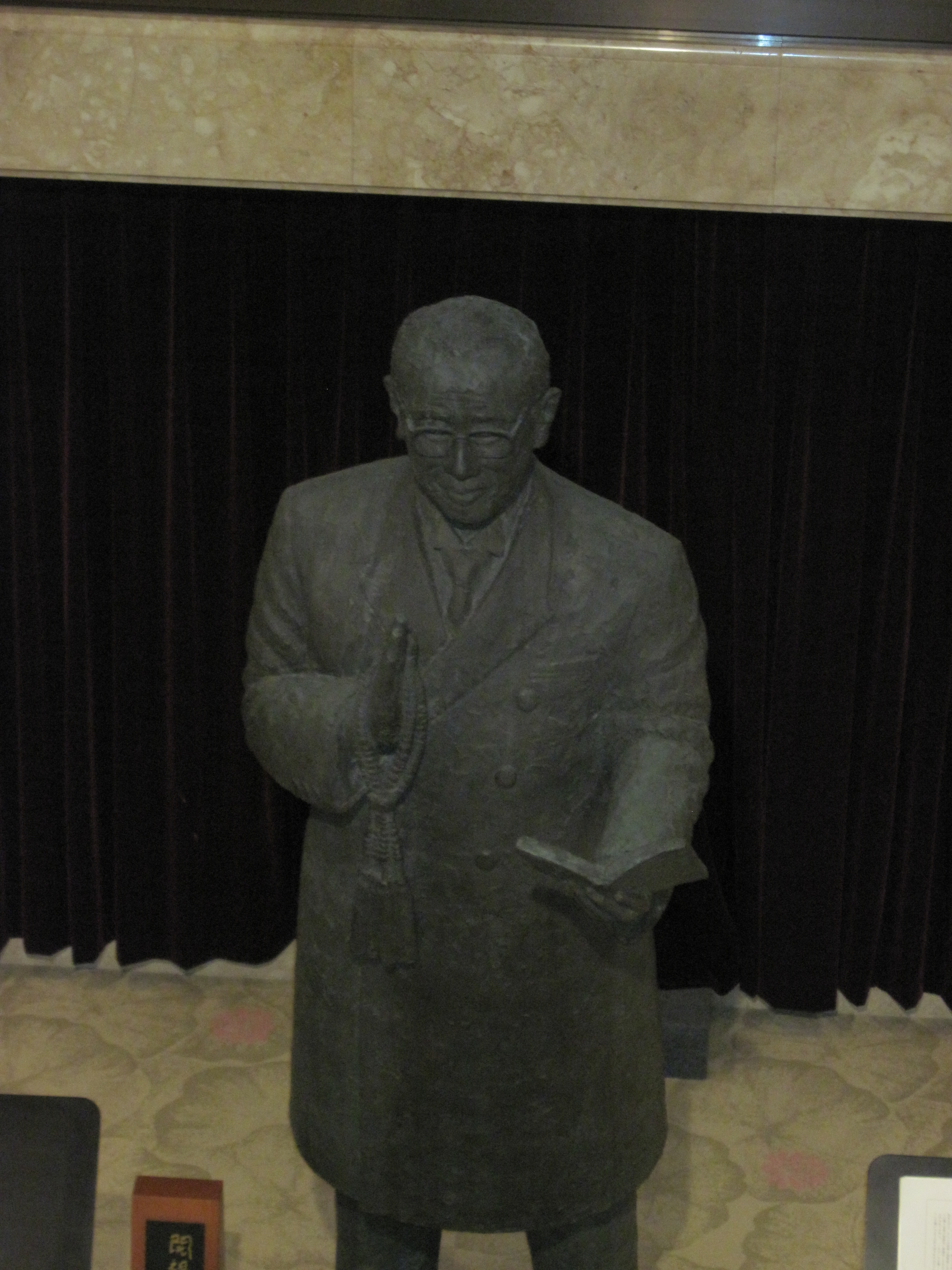
Estatua do fundador Niwano.

Nikkyō Niwano (庭野日敬; Tokamachi, 15 de Novembro de 1906 – Tóquio,  4 de outubro de 1999) foi o fundador e primeiro presidente da Risho Kossei-kai. Primeiro japonês a receber o Prêmio Templeton.

## Risshō Kōsei Kai
O Sr. Niwano estava ativamente envolvido com o grupo budista Reiyūkai, e foi então que ele encontrou a Sra. Myoko Naganuma e a levou a se converter a Reiyūkai. Em 1938, os dois participaram de uma reunião de líderes onde a liderança de Reiyūkai fez vários comentários afirmando que o Sutra de Lótus estava desatualizado. Depois de discutirem o assunto entre si, eles decidiram que não poderiam pertencer a uma organização que tivesse esse tipo de visão. Em 5 de março de 1938, eles fundaram a Risshō Kōsei Kai, realizando a primeira reunião na casa do Sr. Niwano.
Niwano seria o presidente e Naganuma, o vice-presidente. Com o crescimento da organização, ele desistiu de seu trabalho como leiteiro e se dedicou em tempo integral ao ministério. Ele se envolveu em atividades inter-religiosas e ajudou a fundar a Conferência Mundial das Religiões pela Paz em 1970. Durante esse tempo, ele se envolveu em várias conferências e encontros religiosos e culturais, alguns dos quais incluem a Conferência Asiática sobre Religião e Paz e o 6.º WCRP na Itália, onde presidiu a WCRP ao lado do Papa João Paulo II. Ele também falou em várias ocasiões como as Nações Unidas clamando pela paz mundial e a abolição das armas nucleares.
Em 1991, ele deixou o cargo de presidente e foi sucedido por seu filho mais velho, Nichiko Niwano. Embora aposentado, ele continuou a participar de atividades inter-religiosas e de paz.

## Morte e legado
Nikkyo Niwano morreu em 4 de outubro de 1999. Ele foi cremado. Ele é lembrado por seu trabalho inter-religioso e seus apelos pela paz global e desarmamento. Enquanto muitas pessoas ao redor do mundo o consideram com o mais alto respeito, algumas críticas ocorreram logo após sua morte em relação à grande fortuna que ele deixou para trás, muitos alegando que isso não era budista.